# Stará Huť (Blovice)
Stará Huť (německy Eisenhütten) je malá vesnice, část města Blovice v okrese Plzeň-jih v Plzeňském kraji. Nachází se asi 2,5 kilometru jihovýchodně od Blovic. Stará Huť leží v katastrálním území Vlčice u Blovic o výměře 5,82 km².

## Název
V roce 1838 se vyskytuje název Althütten, v roce 1854 úředně potvrzený název Hutě.

## Historie
První písemná zmínka o vesnici pochází z roku 1644.

## Obyvatelstvo
| Rok            | 1869 | 1880 | 1890 | 1900 | 1910 | 1921 | 1930 | 1950 | 1961 | 1970 | 1980 | 1991 | 2001 | 2011 | 2021 |
| -------------- | ---- | ---- | ---- | ---- | ---- | ---- | ---- | ---- | ---- | ---- | ---- | ---- | ---- | ---- | ---- |
| Počet obyvatel | 138  | 122  | 120  | 126  | 119  | 109  | 103  | 77   | 61   | 45   | 26   | 15   | 15   | 22   | 19   |
| Počet domů     | 18   | 18   | 19   | 19   | 18   | 17   | 17   | 19   | 19   | 17   | 14   | 18   | 19   | 22   | 22   |

## Obecní správa
Při sčítání lidu v letech 1850–1975 Stará Huť byla částí obce Vlčice, se kterým patřila nejprve do okresu Plzeň, ale v roce 1950 v okrese Blovice a od roku 1960 v okrese Plzeň-jih. Od 1. ledna 1976 je částí města Blovice v okrese Plzeň-jih.